# Bonnie Sveen
Bonnie Sveen es una actriz australiana, más conocida por haber interpretado a Ricky Sharpe en la serie Home and Away.

## Biografía
Es hija de Rob y Leanne Sveen, tiene dos hermanos Ben y Callum Sveen.
Bonnie se entrenó en la escuela National Institute of Dramatic Art "NIDA".
Es buena amiga de la actriz y cantante Jessica Mauboy.
Desde el 2015 sale con el asistente de director Nathan Gooley. En agosto del 2018 la pareja reveló que estaban esperando gemelos idénticos en octubre del mismo año, sin embargo en septiembre del mismo año la pareja le dio la bienvenida a dos niñas, Myrtle Mae y Emerald Lois Gooley.

## Carrera
En el 2012 apareció como invitada en cuatro episodios de la serie Spartacus: Vengeance donde interpretó a la esclava Chadara, quien es asesinada en el cuarto episodio por Mira (Katrina Law) luego de que descubriera que Chadara había robado dinero y un mapa de los gladiadores.
El 2 de abril de 2013 se unió al elenco invitado de la serie australiana Home and Away donde interpretó a Erica "Ricky" Sharpe, la hermana de Adam Sharpe y tía de Jamie Sharpe. hasta el 7 de junio del 2016 después de que su personaje decidiera irse de la bahía con su hijo y Brax. Anteriormente había aparecido por primera vez en la serie en el 2010 donde interpretó a Hayley Dovers, la esposa de David Egan en dos episodios luego de que su personaje muriera luego de sufrir una hemorragia postparto luego de dar a luz a su hijo.
En diciembre del 2015 apareció nuevamente como Ricky en "Home and Away: An Eye for An Eye", un spin-off de la serie.
En marzo del 2016 se anunció que Bonnie se uniría al elenco principal de la nueva serie The Secret Daughter donde dará vida a Layla, la mejor amiga de la cantante Billie (Jessica Mauboy).

## Filmografía

### Series de televisión
| Año         | Serie                | Personaje     | Notas         |
| ----------- | -------------------- | ------------- | ------------- |
| 2016 - 2017 | The Secret Daughter  | Layla Chapple | 12 episodios  |
| 2013 - 2016 | Home and Away        | Ricky Sharpe  | 342 episodios |
| 2012        | Spartacus: Vengeance | Chadara       | 4 episodios   |

### Películas
| Año  | Título                           | Personaje    | Notas                                                                                         |
| ---- | -------------------------------- | ------------ | --------------------------------------------------------------------------------------------- |
| 2015 | Home and Away: An Eye for An Eye | Ricky Sharpe | junto a Diarmid Heidenreich, Dan Ewing, Nicholas Westaway, Isabella Giovinazzo y George Mason |
| 2010 | Before the Rain                  | Violet       | corto - junto a Ryan Corr, Rick Donald, Kenji Fitzgerald, Lisa Gormley y Hugo Johnstone-Burt  |

## Premios y nominaciones
| Año  | Categoría               | Premio             | Serie         | Resultado |
| ---- | ----------------------- | ------------------ | ------------- | --------- |
| 2016 | Best Daytime Star       | Inside Soap Award  | Home and Away | Nominada  |
| 2016 | Best Actress            | Silver Logie Award | Home and Away | Nominada  |
| 2015 | Most Popular Actress    | Logie Award        | Home and Away | Nominada  |
| 2014 | Most Popular New Talent | Silver Logie Award | Home and Away | Ganadora  |